# Tour de Sibiu 2021
La 11.ª edición de la competición ciclista Tour de Sibiu fue una carrera de ciclismo en ruta por etapas que se celebró entre el 3 y el 6 de julio de 2021 en Rumania, con inicio y final en la ciudad de Sibiu sobre un recorrido de 401,1 kilómetros.
La carrera formó parte del UCI Europe Tour 2021, calendario ciclístico de los Circuitos Continentales UCI, dentro de la categoría 2.1 y fue ganada por el italiano Giovanni Aleotti del Bora-Hansgrohe. Completaron el podio, como segundo y tercer clasificado respectivamente, el italiano Fabio Aru del Qhubeka NextHash y el checo Michal Schlegel del Elkov-Kasper.

## Equipos participantes
Tomaron parte en la carrera 28 equipos: 2 de categoría UCI WorldTeam, 4 de categoría UCI ProTeam, 21 de categoría Continental y una selección nacional. Formaron así un pelotón de 164 ciclistas de los que acabaron 148. Los equipos participantes fueron:
| WorldTeams (2)- Bora-Hansgrohe - Qhubeka NextHash ProTeams (4)- Bardiani CSF Faizanè - Gazprom-RusVelo - Team Novo Nordisk - Vini Zabù Equipos continentales (21)- Amore & Vita-Prodir - À Bloc CT - Bike Aid - D'Amico UM Tools - Elkov-Kasper - Felbermayr Simplon Wels - Giotti Victoria-Savini Due - Global 6 Cycling - Team Hrinkow Advarics Cycleang - Team Illuminate - Nippo-Provence-PTS Conti - Wildlife Generation Pro Cycling - Vorarlberg - Team SKS Sauerland NRW - Cycling Team Friuli ASD - Topforex ATT Investments - Yoeleo Test Team p/b 4MIND - Work Service-Marchiol-Dynatek - A.R. Monex Pro Cycling Team - HRE Mazowsze Serce Polski - Maloja Pushbikers Equipo nacional- Rumania |
| |

## Recorrido
El Tour de Sibiu dispuso de cinco etapas para un recorrido total de 401,1 kilómetros.
| Etapa     | Fecha    | Recorrido          | type             | Distancia (km) | Ganador          | Líder            |
| --------- | -------- | ------------------ | ---------------- | -------------- | ---------------- | ---------------- |
| Prólogo   | 3 de jul | Sibiu – Sibiu      | prólogo          | 2,5            | Pascal Ackermann | Pascal Ackermann |
| 1.ª etapa | 4 de jul | Sibiu – Păltiniș   | etapa de montaña | 177,9          | Giovanni Aleotti | Giovanni Aleotti |
| 2.ª etapa | 5 de jul | Sibiu – Lago Bâlea | etapa de montaña | 187,5          | Alexis Guérin    | Giovanni Aleotti |
| 3.ª etapa | 6 de jul | Sibiu – Sibiu      | etapa escarpada  | 205,3          | Pascal Ackermann | Giovanni Aleotti |

## Desarrollo de la carrera

### Prólogo
| Sibiu - Sibiu | prólogo | (2,5 km) |

| \| Clasificación de la etapa \| Clasificación de la etapa \| Clasificación de la etapa \| Clasificación de la etapa \| Clasificación de la etapa \| \| Ciclista \| Ciclista \| Equipo \| Tiempo \| \| \| ------------------------- \| ------------------------- \| ------------------------- \| ------------------------- \| ------------------------- \| \| 1.º \| Pascal Ackermann \| Bora-Hansgrohe \| 3 min 18 s \| \| \| 2.º \| Martin Laas \| Bora-Hansgrohe \| + 3 s \| \| \| 3.º \| Riccardo Stacchiotti \| Vini Zabù \| + 3 s \| \| \| 4.º \| Matthew Walls \| Bora-Hansgrohe \| + 4 s \| \| \| 5.º \| Nicolas Dalla Valle \| Bardiani CSF Faizanè \| + 5 s \| \| \| 6.º \| Tim Wollenberg \| Maloja Pushbikers \| + 6 s \| \| \| 7.º \| Michael Kukrle \| Elkov-Kasper \| + 8 s \| \| \| 8.º \| Alexis Guérin \| Team Vorarlberg \| + 8 s \| \| \| 9.º \| Mel Van Der Veekens \| À Bloc CT \| + 9 s \| \| \| 10.º \| Karel Camrda \| Topforex ATT Investments \| + 9 s \| \| |                      |                          |            |
| |                      |                          |            |
| Fuente: ProCyclingStats |                      |                          |            |
| Clasificación de la etapa |                      |                          |            |
| Ciclista | Ciclista             | Equipo                   | Tiempo     |
| 1.º | Pascal Ackermann     | Bora-Hansgrohe           | 3 min 18 s |
| 2.º | Martin Laas          | Bora-Hansgrohe           | + 3 s      |
| 3.º | Riccardo Stacchiotti | Vini Zabù                | + 3 s      |
| 4.º | Matthew Walls        | Bora-Hansgrohe           | + 4 s      |
| 5.º | Nicolas Dalla Valle  | Bardiani CSF Faizanè     | + 5 s      |
| 6.º | Tim Wollenberg       | Maloja Pushbikers        | + 6 s      |
| 7.º | Michael Kukrle       | Elkov-Kasper             | + 8 s      |
| 8.º | Alexis Guérin        | Team Vorarlberg          | + 8 s      |
| 9.º | Mel Van Der Veekens  | À Bloc CT                | + 9 s      |
| 10.º | Karel Camrda         | Topforex ATT Investments | + 9 s      |

| \| Clasificación general \| Clasificación general \| Clasificación general \| Clasificación general \| Clasificación general \| \| Ciclista \| Ciclista \| Equipo \| Tiempo \| \| \| --------------------- \| --------------------- \| ------------------------ \| --------------------- \| --------------------- \| \| 1.º \| Pascal Ackermann \| Bora-Hansgrohe \| 3 min 18 s \| \| \| 2.º \| Martin Laas \| Bora-Hansgrohe \| + 3 s \| \| \| 3.º \| Riccardo Stacchiotti \| Vini Zabù \| + 3 s \| \| \| 4.º \| Matthew Walls \| Bora-Hansgrohe \| + 4 s \| \| \| 5.º \| Nicolas Dalla Valle \| Bardiani CSF Faizanè \| + 5 s \| \| \| 6.º \| Tim Wollenberg \| Maloja Pushbikers \| + 6 s \| \| \| 7.º \| Michael Kukrle \| Elkov-Kasper \| + 8 s \| \| \| 8.º \| Alexis Guérin \| Team Vorarlberg \| + 8 s \| \| \| 9.º \| Mel Van Der Veekens \| À Bloc CT \| + 9 s \| \| \| 10.º \| Karel Camrda \| Topforex ATT Investments \| + 9 s \| \| |                      |                          |            |
| |                      |                          |            |
| Fuente: ProCyclingStats |                      |                          |            |
| Clasificación general |                      |                          |            |
| Ciclista | Ciclista             | Equipo                   | Tiempo     |
| 1.º | Pascal Ackermann     | Bora-Hansgrohe           | 3 min 18 s |
| 2.º | Martin Laas          | Bora-Hansgrohe           | + 3 s      |
| 3.º | Riccardo Stacchiotti | Vini Zabù                | + 3 s      |
| 4.º | Matthew Walls        | Bora-Hansgrohe           | + 4 s      |
| 5.º | Nicolas Dalla Valle  | Bardiani CSF Faizanè     | + 5 s      |
| 6.º | Tim Wollenberg       | Maloja Pushbikers        | + 6 s      |
| 7.º | Michael Kukrle       | Elkov-Kasper             | + 8 s      |
| 8.º | Alexis Guérin        | Team Vorarlberg          | + 8 s      |
| 9.º | Mel Van Der Veekens  | À Bloc CT                | + 9 s      |
| 10.º | Karel Camrda         | Topforex ATT Investments | + 9 s      |

### 1.ª etapa
| Sibiu - Păltiniș | etapa de montaña | (177,9 km) |

| \| Clasificación de la etapa \| Clasificación de la etapa \| Clasificación de la etapa \| Clasificación de la etapa \| Clasificación de la etapa \| \| Ciclista \| Ciclista \| Equipo \| Tiempo \| \| \| ------------------------- \| ------------------------- \| ----------------------------- \| ------------------------- \| ------------------------- \| \| 1.º \| Giovanni Aleotti \| Bora-Hansgrohe \| 4 h 25 min 14 s \| \| \| 2.º \| Fabio Aru \| Qhubeka NextHash \| + 0 s \| \| \| 3.º \| Serguéi Chernetski \| Gazprom-RusVelo \| + 2 s \| \| \| 4.º \| Roland Thalmann \| Team Vorarlberg \| + 2 s \| \| \| 5.º \| Michal Schlegel \| Elkov-Kasper \| + 2 s \| \| \| 6.º \| Riccardo Zoidl \| Felbermayr Simplon Wels \| + 13 s \| \| \| 7.º \| Jonas Rapp \| Hrinkow Advarics Cycleang \| + 28 s \| \| \| 8.º \| Adam Ťoupalík \| Elkov-Kasper \| + 50 s \| \| \| 9.º \| Davide Rebellin \| Work Service-Marchiol-Dynatek \| + 56 s \| \| \| 10.º \| Giovanni Carboni \| Bardiani CSF Faizanè \| + 56 s \| \| |                    |                               |                 |
| |                    |                               |                 |
| Fuente: ProCyclingStats |                    |                               |                 |
| Clasificación de la etapa |                    |                               |                 |
| Ciclista | Ciclista           | Equipo                        | Tiempo          |
| 1.º | Giovanni Aleotti   | Bora-Hansgrohe                | 4 h 25 min 14 s |
| 2.º | Fabio Aru          | Qhubeka NextHash              | + 0 s           |
| 3.º | Serguéi Chernetski | Gazprom-RusVelo               | + 2 s           |
| 4.º | Roland Thalmann    | Team Vorarlberg               | + 2 s           |
| 5.º | Michal Schlegel    | Elkov-Kasper                  | + 2 s           |
| 6.º | Riccardo Zoidl     | Felbermayr Simplon Wels       | + 13 s          |
| 7.º | Jonas Rapp         | Hrinkow Advarics Cycleang     | + 28 s          |
| 8.º | Adam Ťoupalík      | Elkov-Kasper                  | + 50 s          |
| 9.º | Davide Rebellin    | Work Service-Marchiol-Dynatek | + 56 s          |
| 10.º | Giovanni Carboni   | Bardiani CSF Faizanè          | + 56 s          |

| \| Clasificación general \| Clasificación general \| Clasificación general \| Clasificación general \| Clasificación general \| \| Ciclista \| Ciclista \| Equipo \| Tiempo \| \| \| --------------------- \| --------------------- \| ----------------------------- \| --------------------- \| --------------------- \| \| 1.º \| Giovanni Aleotti \| Bora-Hansgrohe \| 4 h 28 min 32 s \| \| \| 2.º \| Fabio Aru \| Qhubeka NextHash \| + 17 s \| \| \| 3.º \| Michal Schlegel \| Elkov-Kasper \| + 20 s \| \| \| 4.º \| Serguéi Chernetski \| Gazprom-RusVelo \| + 24 s \| \| \| 5.º \| Riccardo Zoidl \| Felbermayr Simplon Wels \| + 35 s \| \| \| 6.º \| Roland Thalmann \| Team Vorarlberg \| + 37 s \| \| \| 7.º \| Adam Ťoupalík \| Elkov-Kasper \| + 1 min 00 s \| \| \| 8.º \| Davide Rebellin \| Work Service-Marchiol-Dynatek \| + 1 min 12 s \| \| \| 9.º \| Jonas Rapp \| Hrinkow Advarics Cycleang \| + 1 min 15 s \| \| \| 10.º \| Alexis Guérin \| Team Vorarlberg \| + 1 min 15 s \| \| |                    |                               |                 |
| |                    |                               |                 |
| Fuente: ProCyclingStats |                    |                               |                 |
| Clasificación general |                    |                               |                 |
| Ciclista | Ciclista           | Equipo                        | Tiempo          |
| 1.º | Giovanni Aleotti   | Bora-Hansgrohe                | 4 h 28 min 32 s |
| 2.º | Fabio Aru          | Qhubeka NextHash              | + 17 s          |
| 3.º | Michal Schlegel    | Elkov-Kasper                  | + 20 s          |
| 4.º | Serguéi Chernetski | Gazprom-RusVelo               | + 24 s          |
| 5.º | Riccardo Zoidl     | Felbermayr Simplon Wels       | + 35 s          |
| 6.º | Roland Thalmann    | Team Vorarlberg               | + 37 s          |
| 7.º | Adam Ťoupalík      | Elkov-Kasper                  | + 1 min 00 s    |
| 8.º | Davide Rebellin    | Work Service-Marchiol-Dynatek | + 1 min 12 s    |
| 9.º | Jonas Rapp         | Hrinkow Advarics Cycleang     | + 1 min 15 s    |
| 10.º | Alexis Guérin      | Team Vorarlberg               | + 1 min 15 s    |

### 2.ª etapa
| Sibiu - Lago Bâlea | etapa de montaña | (187,5 km) |

| \| Clasificación de la etapa \| Clasificación de la etapa \| Clasificación de la etapa \| Clasificación de la etapa \| Clasificación de la etapa \| \| Ciclista \| Ciclista \| Equipo \| Tiempo \| \| \| ------------------------- \| ------------------------- \| ------------------------- \| ------------------------- \| ------------------------- \| \| 1.º \| Alexis Guérin \| Team Vorarlberg \| 4 h 50 min 01 s \| \| \| 2.º \| Giovanni Aleotti \| Bora-Hansgrohe \| + 11 s \| \| \| 3.º \| Fabio Aru \| Qhubeka NextHash \| + 11 s \| \| \| 4.º \| Michal Schlegel \| Elkov-Kasper \| + 11 s \| \| \| 5.º \| Riccardo Zoidl \| Felbermayr Simplon Wels \| + 11 s \| \| \| 6.º \| Serguéi Chernetski \| Gazprom-RusVelo \| + 11 s \| \| \| 7.º \| Jonas Rapp \| Hrinkow Advarics Cycleang \| + 16 s \| \| \| 8.º \| Roland Thalmann \| Team Vorarlberg \| + 29 s \| \| \| 9.º \| Luca Covili \| Bardiani CSF Faizanè \| + 35 s \| \| \| 10.º \| Enrico Battaglin \| Bardiani CSF Faizanè \| + 1 min 06 s \| \| |                    |                           |                 |
| |                    |                           |                 |
| |                    |                           |                 |
| Clasificación de la etapa |                    |                           |                 |
| Ciclista | Ciclista           | Equipo                    | Tiempo          |
| 1.º | Alexis Guérin      | Team Vorarlberg           | 4 h 50 min 01 s |
| 2.º | Giovanni Aleotti   | Bora-Hansgrohe            | + 11 s          |
| 3.º | Fabio Aru          | Qhubeka NextHash          | + 11 s          |
| 4.º | Michal Schlegel    | Elkov-Kasper              | + 11 s          |
| 5.º | Riccardo Zoidl     | Felbermayr Simplon Wels   | + 11 s          |
| 6.º | Serguéi Chernetski | Gazprom-RusVelo           | + 11 s          |
| 7.º | Jonas Rapp         | Hrinkow Advarics Cycleang | + 16 s          |
| 8.º | Roland Thalmann    | Team Vorarlberg           | + 29 s          |
| 9.º | Luca Covili        | Bardiani CSF Faizanè      | + 35 s          |
| 10.º | Enrico Battaglin   | Bardiani CSF Faizanè      | + 1 min 06 s    |

| \| Clasificación general \| Clasificación general \| Clasificación general \| Clasificación general \| Clasificación general \| \| Ciclista \| Ciclista \| Equipo \| Tiempo \| \| \| --------------------- \| --------------------- \| ----------------------------- \| --------------------- \| --------------------- \| \| 1.º \| Giovanni Aleotti \| Bora-Hansgrohe \| 9 h 18 min 38 s \| \| \| 2.º \| Fabio Aru \| Qhubeka NextHash \| + 19 s \| \| \| 3.º \| Michal Schlegel \| Elkov-Kasper \| + 26 s \| \| \| 4.º \| Serguéi Chernetski \| Gazprom-RusVelo \| + 30 s \| \| \| 5.º \| Riccardo Zoidl \| Felbermayr Simplon Wels \| + 41 s \| \| \| 6.º \| Alexis Guérin \| Team Vorarlberg \| + 1 min 00 s \| \| \| 7.º \| Roland Thalmann \| Team Vorarlberg \| + 1 min 01 s \| \| \| 8.º \| Jonas Rapp \| Hrinkow Advarics Cycleang \| + 1 min 26 s \| \| \| 9.º \| Adam Ťoupalík \| Elkov-Kasper \| + 2 min 05 s \| \| \| 10.º \| Davide Rebellin \| Work Service-Marchiol-Dynatek \| + 2 min 15 s \| \| |                    |                               |                 |
| |                    |                               |                 |
| |                    |                               |                 |
| Clasificación general |                    |                               |                 |
| Ciclista | Ciclista           | Equipo                        | Tiempo          |
| 1.º | Giovanni Aleotti   | Bora-Hansgrohe                | 9 h 18 min 38 s |
| 2.º | Fabio Aru          | Qhubeka NextHash              | + 19 s          |
| 3.º | Michal Schlegel    | Elkov-Kasper                  | + 26 s          |
| 4.º | Serguéi Chernetski | Gazprom-RusVelo               | + 30 s          |
| 5.º | Riccardo Zoidl     | Felbermayr Simplon Wels       | + 41 s          |
| 6.º | Alexis Guérin      | Team Vorarlberg               | + 1 min 00 s    |
| 7.º | Roland Thalmann    | Team Vorarlberg               | + 1 min 01 s    |
| 8.º | Jonas Rapp         | Hrinkow Advarics Cycleang     | + 1 min 26 s    |
| 9.º | Adam Ťoupalík      | Elkov-Kasper                  | + 2 min 05 s    |
| 10.º | Davide Rebellin    | Work Service-Marchiol-Dynatek | + 2 min 15 s    |

### 3.ª etapa
| Sibiu - Sibiu | etapa escarpada | (205,3 km) |

| \| Clasificación de la etapa \| Clasificación de la etapa \| Clasificación de la etapa \| Clasificación de la etapa \| Clasificación de la etapa \| \| Ciclista \| Ciclista \| Equipo \| Tiempo \| \| \| ------------------------- \| --------------------------- \| ----------------------------- \| ------------------------- \| ------------------------- \| \| 1.º \| Pascal Ackermann \| Bora-Hansgrohe \| 4 h 26 min 16 s \| \| \| 2.º \| Eduard-Michael Grosu \| Delko \| + 2 s \| \| \| 3.º \| Matthew Walls \| Bora-Hansgrohe \| + 2 s \| \| \| 4.º \| Adam Ťoupalík \| Elkov-Kasper \| + 2 s \| \| \| 5.º \| Marco Canola \| Gazprom-RusVelo \| + 2 s \| \| \| 6.º \| Riccardo Stacchiotti \| Vini Zabù \| + 5 s \| \| \| 7.º \| Reinardt Janse van Rensburg \| Qhubeka NextHash \| + 5 s \| \| \| 8.º \| Marcin Budziński \| HRE Mazowsze Serce Polski \| + 5 s \| \| \| 9.º \| Davide Appollonio \| Amore & Vita \| + 5 s \| \| \| 10.º \| Federico Burchio \| Work Service-Marchiol-Dynatek \| + 5 s \| \| |                             |                               |                 |
| |                             |                               |                 |
| Fuente: ProCyclingStats |                             |                               |                 |
| Clasificación de la etapa |                             |                               |                 |
| Ciclista | Ciclista                    | Equipo                        | Tiempo          |
| 1.º | Pascal Ackermann            | Bora-Hansgrohe                | 4 h 26 min 16 s |
| 2.º | Eduard-Michael Grosu        | Delko                         | + 2 s           |
| 3.º | Matthew Walls               | Bora-Hansgrohe                | + 2 s           |
| 4.º | Adam Ťoupalík               | Elkov-Kasper                  | + 2 s           |
| 5.º | Marco Canola                | Gazprom-RusVelo               | + 2 s           |
| 6.º | Riccardo Stacchiotti        | Vini Zabù                     | + 5 s           |
| 7.º | Reinardt Janse van Rensburg | Qhubeka NextHash              | + 5 s           |
| 8.º | Marcin Budziński            | HRE Mazowsze Serce Polski     | + 5 s           |
| 9.º | Davide Appollonio           | Amore & Vita                  | + 5 s           |
| 10.º | Federico Burchio            | Work Service-Marchiol-Dynatek | + 5 s           |

## Clasificaciones finales
- Las clasificaciones finalizaron de la siguiente forma:[3]

### Clasificación general
| \| Clasificación general \| Clasificación general \| Clasificación general \| Clasificación general \| Clasificación general \| \| Ciclista \| Ciclista \| Equipo \| Tiempo \| \| \| --------------------- \| --------------------- \| ----------------------------- \| --------------------- \| --------------------- \| \| 1.º \| Giovanni Aleotti \| Bora-Hansgrohe \| 13 h 44 min 59 s \| \| \| 2.º \| Fabio Aru \| Qhubeka NextHash \| + 19 s \| \| \| 3.º \| Michal Schlegel \| Elkov-Kasper \| + 26 s \| \| \| 4.º \| Serguéi Chernetski \| Gazprom-RusVelo \| + 29 s \| \| \| 5.º \| Riccardo Zoidl \| Felbermayr Simplon Wels \| + 41 s \| \| \| 6.º \| Alexis Guérin \| Team Vorarlberg \| + 1 min 00 s \| \| \| 7.º \| Roland Thalmann \| Team Vorarlberg \| + 1 min 01 s \| \| \| 8.º \| Jonas Rapp \| Hrinkow Advarics Cycleang \| + 1 min 26 s \| \| \| 9.º \| Adam Ťoupalík \| Elkov-Kasper \| + 2 min 02 s \| \| \| 10.º \| Davide Rebellin \| Work Service-Marchiol-Dynatek \| + 2 min 15 s \| \| |                    |                               |                  |
| |                    |                               |                  |
| Fuente: ProCyclingStats |                    |                               |                  |
| Clasificación general |                    |                               |                  |
| Ciclista | Ciclista           | Equipo                        | Tiempo           |
| 1.º | Giovanni Aleotti   | Bora-Hansgrohe                | 13 h 44 min 59 s |
| 2.º | Fabio Aru          | Qhubeka NextHash              | + 19 s           |
| 3.º | Michal Schlegel    | Elkov-Kasper                  | + 26 s           |
| 4.º | Serguéi Chernetski | Gazprom-RusVelo               | + 29 s           |
| 5.º | Riccardo Zoidl     | Felbermayr Simplon Wels       | + 41 s           |
| 6.º | Alexis Guérin      | Team Vorarlberg               | + 1 min 00 s     |
| 7.º | Roland Thalmann    | Team Vorarlberg               | + 1 min 01 s     |
| 8.º | Jonas Rapp         | Hrinkow Advarics Cycleang     | + 1 min 26 s     |
| 9.º | Adam Ťoupalík      | Elkov-Kasper                  | + 2 min 02 s     |
| 10.º | Davide Rebellin    | Work Service-Marchiol-Dynatek | + 2 min 15 s     |

### Clasificación de la montaña
| Clasificación de la montaña | Clasificación de la montaña | Clasificación de la montaña | Clasificación de la montaña | Clasificación de la montaña |
| Ciclista                    | Ciclista                    | Equipo                      | Puntos                      |                             |
| --------------------------- | --------------------------- | --------------------------- | --------------------------- | --------------------------- |
| 1.º                         | Daniel Turek                | Felbermayr Simplon Wels     | 32 pts                      |                             |
| 2.º                         | Giovanni Aleotti            | Bora-Hansgrohe              | 31 pts                      |                             |
| 3.º                         | Fabio Aru                   | Qhubeka NextHash            | 26 pts                      |                             |
| 4.º                         | Alexis Guérin               | Team Vorarlberg             | 20 pts                      |                             |
| 5.º                         | Michal Schlegel             | Elkov-Kasper                | 16 pts                      |                             |
| 6.º                         | Serguéi Chernetski          | Gazprom-RusVelo             | 16 pts                      |                             |
| 7.º                         | Riccardo Zoidl              | Felbermayr Simplon Wels     | 12 pts                      |                             |
| 8.º                         | Roland Thalmann             | Team Vorarlberg             | 11 pts                      |                             |
| 9.º                         | Jonas Rapp                  | Hrinkow Advarics Cycleang   | 8 pts                       |                             |
| 10.º                        | Jakub Otruba                | Elkov-Kasper                | 7 pts                       |                             |

### Clasificación de los puntos
| Clasificación por puntos | Clasificación por puntos | Clasificación por puntos  | Clasificación por puntos | Clasificación por puntos |
| Ciclista                 | Ciclista                 | Equipo                    | Puntos                   |                          |
| ------------------------ | ------------------------ | ------------------------- | ------------------------ | ------------------------ |
| 1.º                      | Pascal Ackermann         | Bora-Hansgrohe            | 50 pts                   |                          |
| 2.º                      | Giovanni Aleotti         | Bora-Hansgrohe            | 45 pts                   |                          |
| 3.º                      | Fabio Aru                | Qhubeka NextHash          | 35 pts                   |                          |
| 4.º                      | Paweł Bernas             | HRE Mazowsze Serce Polski | 32 pts                   |                          |
| 5.º                      | Alexis Guérin            | Team Vorarlberg           | 31 pts                   |                          |
| 6.º                      | Matthew Walls            | Bora-Hansgrohe            | 27 pts                   |                          |
| 7.º                      | Serguéi Chernetski       | Gazprom-RusVelo           | 24 pts                   |                          |
| 8.º                      | Michal Schlegel          | Elkov-Kasper              | 22 pts                   |                          |
| 9.º                      | Riccardo Stacchiotti     | Vini Zabù                 | 22 pts                   |                          |
| 10.º                     | Martin Laas              | Bora-Hansgrohe            | 20 pts                   |                          |

### Clasificación de los jóvenes
| Clasificación del mejor joven | Clasificación del mejor joven | Clasificación del mejor joven | Clasificación del mejor joven | Clasificación del mejor joven |
| Ciclista                      | Ciclista                      | Equipo                        | Tiempo                        |                               |
| ----------------------------- | ----------------------------- | ----------------------------- | ----------------------------- | ----------------------------- |
| 1.º                           | Giovanni Aleotti              | Bora-Hansgrohe                | 13 h 44 min 59 s              |                               |
| 2.º                           | Meindert Weulink              | À Bloc CT                     | + 5 min 10 s                  |                               |
| 3.º                           | Karel Camrda                  | Topforex ATT Investments      | + 8 min 52 s                  |                               |
| 4.º                           | Fran Miholjević               | Cycling Team Friuli ASD       | + 10 min 24 s                 |                               |
| 5.º                           | Edoardo Sandri                | Cycling Team Friuli ASD       | + 12 min 00 s                 |                               |
| 6.º                           | Karel Tyrpekl                 | Topforex ATT Investments      | + 23 min 04 s                 |                               |
| 7.º                           | Karel Vacek                   | Qhubeka NextHash              | + 23 min 38 s                 |                               |
| 8.º                           | Johannes Hodapp               | Team SKS Sauerland NRW        | + 24 min 26 s                 |                               |
| 9.º                           | Alessandro Iacchi             | Vini Zabù                     | + 27 min 49 s                 |                               |

### Clasificación por equipos
| Clasificación por equipos | Clasificación por equipos | Clasificación por equipos | Clasificación por equipos |
| Equipo                    | Equipo                    | Tiempo                    |                           |
| ------------------------- | ------------------------- | ------------------------- | ------------------------- |
| 1.º                       | Elkov-Kasper              | 41 h 19 min 51 s          |                           |
| 2.º                       | Vorarlberg                | + 10 s                    |                           |
| 3.º                       | Bardiani CSF Faizanè      | + 4 min 03 s              |                           |
| 4.º                       | Gazprom-RusVelo           | + 10 min 56 s             |                           |
| 5.º                       | Felbermayr Simplon Wels   | + 14 min 17 s             |                           |

## Evolución de las clasificaciones
| Etapa                   |                         | Ganador _        | Clasificación general | Puntos           | Montaña          | Jóvenes          | Equipo _       |
| ----------------------- | ----------------------- | ---------------- | --------------------- | ---------------- | ---------------- | ---------------- | -------------- |
| Prólogo                 | prólogo                 | Pascal Ackermann | Pascal Ackermann      | Pascal Ackermann | no otorgado      | Tim Wollenberg   | Bora-Hansgrohe |
| 1.ª etapa               | etapa de montaña        | Giovanni Aleotti | Giovanni Aleotti      | Giovanni Aleotti | Giovanni Aleotti | Giovanni Aleotti | Elkov-Kasper   |
| 2.ª etapa               | etapa de montaña        | Alexis Guérin    | Giovanni Aleotti      | Giovanni Aleotti | Giovanni Aleotti | Giovanni Aleotti | Elkov-Kasper   |
| 3.ª etapa               | etapa escarpada         | Pascal Ackermann | Giovanni Aleotti      | Pascal Ackermann | Daniel Turek     | Giovanni Aleotti | Elkov-Kasper   |
| Clasificaciones finales | Clasificaciones finales |                  | Giovanni Aleotti      | Pascal Ackermann | Daniel Turek     | Giovanni Aleotti | Elkov-Kasper   |

## UCI World Ranking
El Tour de Sibiu otorgó puntos para el UCI World Ranking para corredores de los equipos en las categorías UCI WorldTeam, UCI ProTeam y Continental. Las siguientes tablas son el baremo de puntuación y los 10 corredores que obtuvieron más puntos:
| Posición              | 1.º | 2.º | 3.º | 4.º | 5.º | 6.º | 7.º | 8.º | 9.º | 10.º | 11.º | 12.º | 13.º-15.º | 16.º-25.º |
| Clasificación general | 125 | 85  | 70  | 60  | 50  | 40  | 35  | 30  | 25  | 20   | 15   | 10   | 5         | 3         |
| Por etapa             | 14  | 5   | 3   |     |     |     |     |     |     |      |      |      |           |           |
| Líder                 | 3   |     |     |     |     |     |     |     |     |      |      |      |           |           |

| Clasificación |                   |                           |         |       |       |       |
| Posición      | Ciclista          | Equipo                    | General | Etapa | Líder | Total |
| ------------- | ----------------- | ------------------------- | ------- | ----- | ----- | ----- |
| 1.º           | Giovanni Aleotti  | Bora-Hansgrohe            | 125     | 19    | 6     | 150   |
| 2.º           | Fabio Aru         | Qhubeka NextHash          | 85      | 3     | -     | 93    |
| 3.º           | Michal Schlegel   | Elkov-Kasper              | 70      | -     | -     | 70    |
| 4.º           | Sergei Chernetski | Gazprom-RusVelo           | 60      | 3     | -     | 63    |
| 5.º           | Riccardo Zoidl    | Felbermayr-Simplon Wels   | 50      | -     | -     | 50    |
| 6.º           | Alexis Guérin     | Vorarlberg                | 35      | 14    | -     | 49    |
| 7.º           | Roland Thalmann   | Vorarlberg                | 40      | -     | -     | 40    |
| 8.º           | Pascal Ackermann  | Bora-Hansgrohe            | -       | 28    | 3     | 31    |
| 9.º           | Jonas Rapp        | Hrinkow Advarics Cycleang | 30      | -     | -     | 30    |
| 10.º          | Adam Ťoupalík     | Elkov-Kasper              | 25      | -     | -     | 25    |